# GY Andromedae
GY Andromedae eller HD 9996, är en dubbelstjärna belägen i den mellersta delen av stjärnbilden Andromeda. Den har en genomsnittlig skenbar magnitud av ca 6,36 och är mycket svagt synlig för blotta ögat där ljusföroreningar ej förekommer. Baserat på parallax enligt Gaia Data Release 3 på ca 7,11 mas beräknas den befinna sig på ett avstånd av ca 460 ljusår (ca 141 parsec) från solen. Den rör sig bort från solen med en heliocentrisk radialhastighet av ca 3 km/s. Stjärnans skenbara magnitud varierar mellan 6,27 och 6,41 Den klassificeras som en Alfa2 Canum Venaticorum-variabel och dess magnetiska aktiviteten visar en ovanligt lång variabilitetsperiod med cykler på ca 23 år.

## Observation

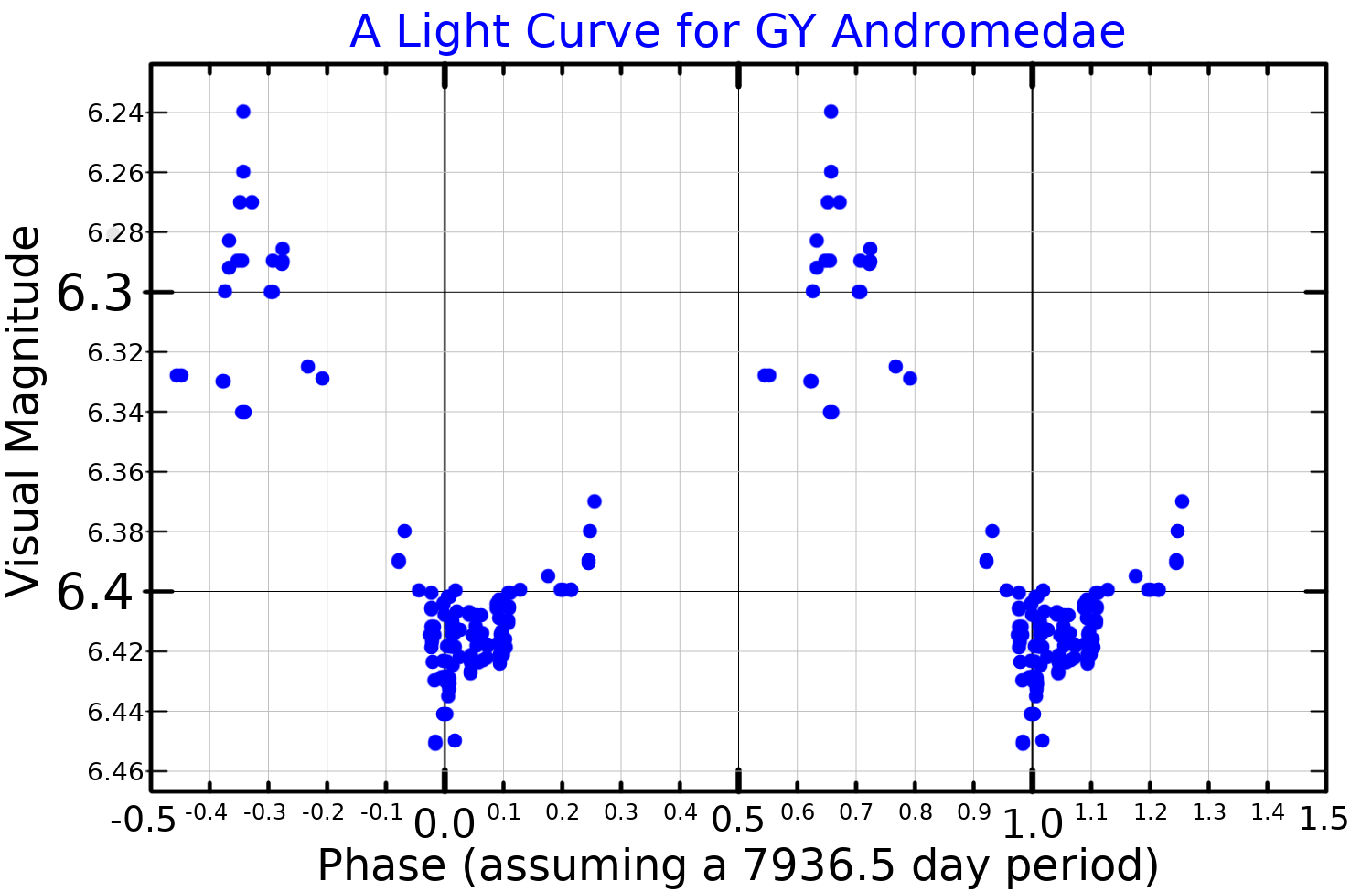
Ljuskurva i visuella bandet för GY Andromedae, anpassad från Metlova et al.(2014)

GY Andromedae klassificeras som en Ap/Bp-stjärna, med ett säreget spektrum som visar linjer av krom och europium vars intensitet ändras över en period som matchar variabilitetscykeln, även om de är motsatta i fas. Dess mest slående egenskap är närvaron av det instabila grundämnet prometium i dess emissionsspektrum. Alla isotoper av detta grundämne är radioaktiva med halveringstider på 17,7 år eller mindre. Prometiumet i det yttre höljet kan genereras genom spontan fission av transuraner med högre massa.
Baserat på radialhastighetsmätningar utförda vid Dominion Astrophysical Observatory mellan 1927 och 1935 misstänkte den kanadensiske astronomen William Edmund Harper starkt att denna stjärna var en spektroskopisk dubbelstjärna. År 1958 bekräftade den amerikanske astronomen Horace W. Babcock stjärnans binära natur. Den har en omloppsperiod på 273 dygn med en stor excentricitet på 0,47. De två komponenterna är separerade med ett uppskattat avstånd på minst 3,74 × 107 km , eller 0,25 astronomiska enheter.

## Egenskaper
Primärstjärnan GY Andromedae A är en vit till blå stjärna i huvudserien av spektralklass B9 pe. Den har en massa av ca 2,5 solmassor, en radie av ca 2,6 solradier och utsänder energi från dess fotosfär motsvarande ca 52 gånger solen vid en effektiv temperatur av ca 10 700 K.